# Союз 7K-TM
Союз 7K-TM — модифікація радянського космічного корабля серії «Союз», що створена спеціально для реалізації першого в історії світової космонавтики міжнародного польоту з прогрмами ЕПАС.

## Історія проєкту
24 травня 1972 було підписано Угоду між СРСР і США про співробітництво в дослідженні та використанні космічного простору в мирних цілях, одна з позицій якого передбачала проведення спільного польоту радянського і американського космічних кораблів зі стикуванням на орбіті. Цей проєкт отримав назву «ЕПАС» — Експериментальний політ «Аполлон»-«Союз».

## Завдання
Основними завданнями програми ЕПАС було створення перспективного універсального рятувального засобу, відпрацювання технічних систем і методів спільного управління польотом, здійснення спільних наукових досліджень і експериментів, а також рятувальних операцій у космосі. Відповідно корабель був черговою ланкою до створення подібного апарата в СРСР.

## Модернізація корабля
Для реалізації програми ЕПАС в ЦКБЕМ була створена ще одна модифікація 7К-Т, що отримала позначення 7К-ТМ (7К-Т модифікований) та індекс 11Ф615А12. 15 грудня 1972 був випущений ескізний проєкт 7К-ТМ, а вже в середині 1973 р. — основний комплект конструкторської документації. 7К-ТМ оснащувався андрогінно-периферійним агрегатом стиковки (АПАС), який можна було використовувати як в активному, так і в пасивному режимах. Досі в СРСР і США використовувалися різні системи зближення і стикування космічних кораблів. Це була перша проблема, яку треба було вирішити ученим. Зупинилися на принципі периферійної конструкції стикувального пристрою андрогінності типу. Така конструкція відрізняється від попередніх тим, що замість центрального штиря (у активного стикувального пристрою) і приймального конуса (у пасивного) кожен корабель буде мати розташовані по периферії стикувального вузла напрямні пелюстки, що стягують пристрої й замки, в центральній частині люки, через які буде здійснюватися перехід космонавтів.
Крім того, на кораблі 7К-ТМ була встановлена нова система електроживлення з сонячними батареями і допрацьована система життєзабезпечення. Це дозволило збільшити льотний ресурс корабля з трьох діб до семи. Були й інші зміни і доопрацювання систем корабля. Для запуску 7К-ТМ використовувалася вдосконалена РН «Союз-У» (11А511У), яка створювалася для корабля наступного покоління 7К-С. При цьому були суттєво доопрацьовані САС і головний обтікач. Для відпрацювання нової САС було проведено два пуски на експериментальній установці. Для цього, був використаний корабель 7К-Т № 35А.
З урахуванням міжнародного характеру програми ЕПАС їй було надано статус особливої державної важливості. Ні за яких умов радянська сторона не повинна була зірвати програму і «вдарити в бруд обличчям» перед усім світом. Тому було вирішено підстрахуватися і виготовити шість кораблів 7К-ТМ, хоча для виконання програми реально було потрібно всього лише два кораблі — льотний і резервний. Заводська нумерація кораблів 7К-ТМ була почата з № 71 (машини 70-ї серії).
Значно доопрацьований 7К-ТМ вимагав льотно-конструкторських випробувань, і для цього було вирішено використовувати три перших корабля. За попереднім планом передбачалося, що корабель № 71 повинен виконати політ у безпілотному режимі, а кораблі № 72 і № 73 — з екіпажами на борту. Інші три машини виготовлялися безпосередньо для виконання програми ЕПАС. З кораблем Apollo повинен був стикуватися корабель № 75. Машина № 76 була резервною, а № 74 — запасний. Запуск резервного корабля № 76 міг знадобитися при будь-якої з двох основних нештатних ситуацій: неможливість стикування корабля № 75 через якісь серйозні проблеми на борту і в разі тривалої затримки старту Apollo, яка перевищила б польотний ресурс корабля № 75.
Для реалізації цього плану робіт у травні 1973 р. були сформовані чотири екіпажі: А.Леонов-В.Кубасов, А.Філіпченко-Н.Рукавішніков, Ю.Романенко-А.Іванченков, В.Джанібеков-Б.Андреев. У жовтні 1973 р. в ЦПК екіпажі приступили до безпосередньої підготовки.

## Експлуатація

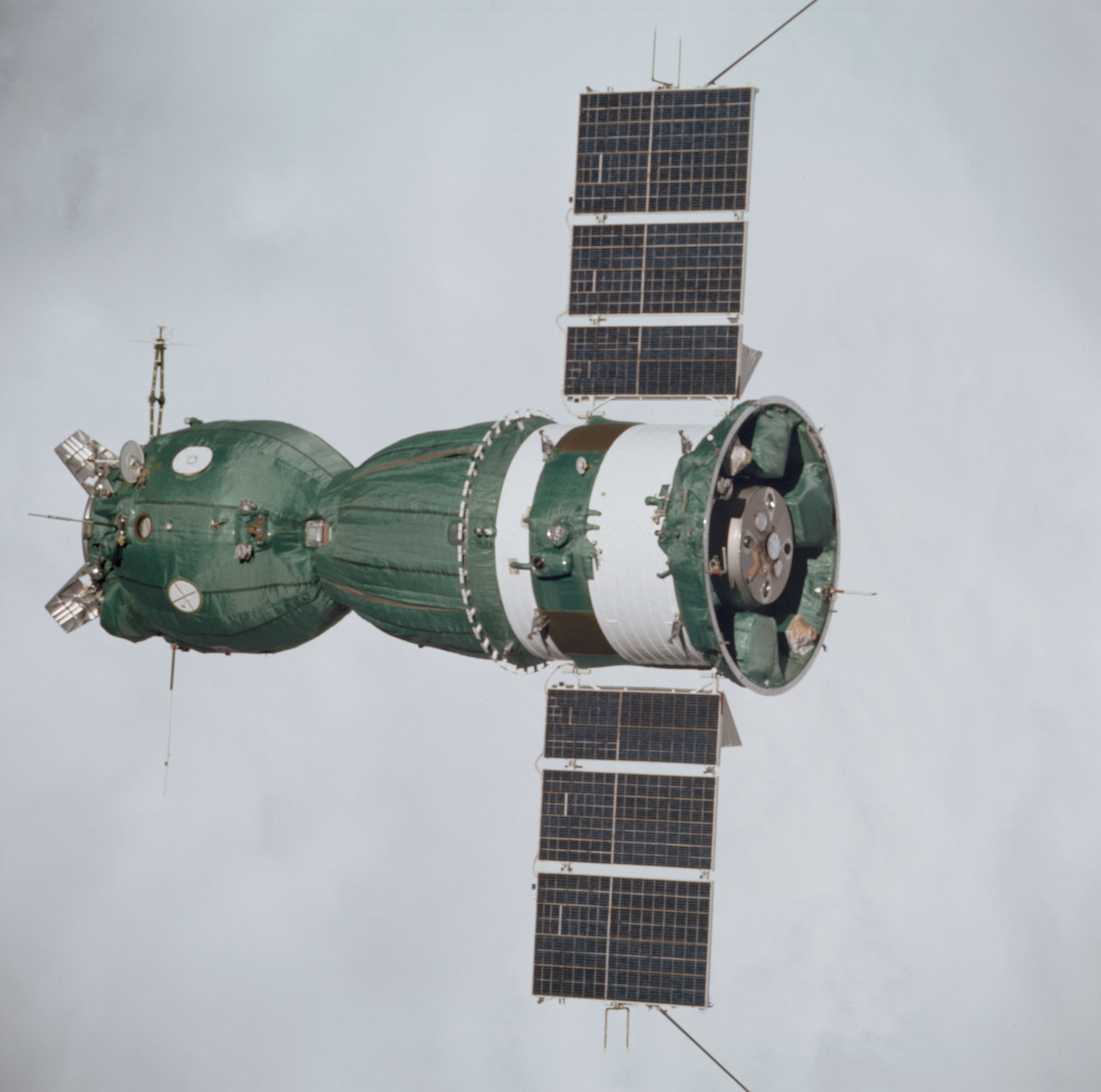
Союз-19 в польті

3 квітня 1974 на орбіту вийшов безпілотний корабель № 71, який в цілому відлітав нормально, але при посадці зірвався в балістичний спуск. Це сталося з тієї причини, що корабель під час зниження втратив орієнтацію — струмінь повітря при скиданні тиску з побутового відсіку потрапила на стикувальну мішень і виникли нерозрахункові збурення. Вважати успішним такий політ, звичайно ж, було не можна. Тому було вирішено повторити безпілотний політ і обмежитися лише одним випробувальним пілотованим польотом. У серпні 1974 р. корабель № 72 успішно відлітав у безпілотному режимі. Заліковий політ на кораблі «Союз-16» (№ 73) у грудні 1974 р. виконали А. Філіпченко і Н. Рукавишников. Льотні випробування 7К-ТМ були завершені.
До липня 1975 роботи за програмою ЕПАС вийшли на фінішну пряму. На космодромі до старту були підготовлені одразу дві машини: № 75 і № 76. 15 липня 1975 з 1-ї майданчика стартував «Союз-19» (№ 75) з екіпажем у складі А. Леонова та В. Кубасова. У цей час на 31-му майданчику в повній готовності до старту стояла РН з кораблем № 76 (екіпаж — А. Філіпченко і Н. Рукавишников). 17 липня 1975 відбулася історична стиковка «Союзу-19» з кораблем Apollo. Програма ЕПАС увінчалася повним успіхом. Старт резервного корабля № 76 був непотрібний.
Після реалізації програми ЕПАС залишилися незатребуваними дві машини: № 74 і № 76. Корабель № 74 було вирішено використати для пілотованого польоту за програмою «Веселка-1». Для цього з корабля зняли стикувальний агрегат і замість нього встановили фотовідсік з багатозональною фотокамерою МКФ-6, виготовленою в НДР. У вересні 1976 р. корабель № 74 був виведений на орбіту і отримав назву «Союз-22». А ось корабель № 76 спіткала інша доля. Відстоявши свою вахту на стартовій позиції в липні 1975 р., корабель з РН повернувся в монтажно-випробувальний корпус. Так як корабель заправлявся паливом, то ресурс його рушійних установок практично був вичерпаний, тому 76-ту машину доставили назад в НВО «Енергія» і розібрали. СА цієї машини використовували пізніше для виготовлення корабля 7К-Т № 47, а ПО та ПАТ разом з макетним СА виставили в музеї НВО «Енергія», де вони перебувають дотепер.
Таким чином, у період 1974—1976 рр.. було запущено 5 кораблів типу 7К-ТМ: 2 безпілотних корабля Космос-638 та Космос-672 і 3 пілотованих: Союз-16, Союз-19, Союз-22.